# Atletica leggera ai Giochi della V Olimpiade - Staffetta 4×400 metri
La competizione della staffetta 4×400 metri di atletica leggera ai Giochi della V Olimpiade si tenne i giorni 14 e 15 luglio 1912 allo Stadio Olimpico di Stoccolma.

## L'eccellenza mondiale
| Record olimpico | La specialità è presente per la prima volta ai Giochi. |

## Risultati

### Batterie
Si disputarono 3 batterie, i vincitori furono ammessi alla finale.

Il tempo della squadra vincitrice della prima batteria è anche il primo record olimpico della specialità.
| Pos. | Nazione       | Atleti                                                   | Tempo  |
| ---- | ------------- | -------------------------------------------------------- | ------ |
| 1    | Gran Bretagna | George Nicol Ernest Henley James Soutter Cyril Seedhouse | 3'19"0 |
| 2    | Canada        | Mel Brock Army Howard Tom Gallon Jack Tait               | 3'22"2 |

| Pos. | Nazione     | Atleti                                                    | Tempo  |
| ---- | ----------- | --------------------------------------------------------- | ------ |
| 1    | Stati Uniti | Mel Sheppard Ed Lindberg Ted Meredith Charles Reidpath    | 3'23"3 |
| 2    | Germania    | Hanns Braun Max Herrmann Heinrich Burkowitz Erich Lehmann | 3'28"2 |

| Pos. | Nazione  | Atleti                                                            | Tempo  |
| ---- | -------- | ----------------------------------------------------------------- | ------ |
| 1    | Francia  | Charles Lelong Robert Schurrer Pierre Failliot Charles Poulenard  | 3'22"5 |
| 2    | Svezia   | Paul Zerling Johan Dahlin Eric Lindholm Knut Stenborg             | 3'25"0 |
| 3    | Ungheria | Ervin Szerelemhegyi Ödön Bodor István Déván Frigyes Wiesner-Mezei | 3'29"4 |

### Finale
Gli Stati Uniti conseguono una larga vittoria (30 metri di margine) sulla Francia, migliorando anche il primato dei Giochi. Mel Sheppard, tre volte campione olimpico nel 1908, vince qui la sua quarta medaglia d'oro.
| Pos | Paese         | Atleti                                                              | Tempo ufficiale |
| --- | ------------- | ------------------------------------------------------------------- | --------------- |
|     | Stati Uniti   | Mel Sheppard, Edward Lindberg, Ted Meredith, Charles Reidpath       | 3'16"6          |
|     | Francia       | Charles Poulenard, Pierre Failliot, Charles Lelong, Robert Schurrer | 3'20"7          |
|     | Gran Bretagna | Cyril Seedhouse, George Nicol, Ernest Henley, James Soutter         | 3'23"2          |

Nel 1913 la neonata IAAF inaugurerà la lista dei record mondiali della specialità. Il primo record ufficiale è 3'18"2, stabilito dagli Stati Uniti il 4 settembre 1911. La prestazione di Stoccolma 1912 è quindi il secondo primato del mondo della specialità.